# Chokri Terzi
Pour les articles homonymes, voir Terzi.
Chokri Terzi, né le 12 septembre 1967 à Siliana, est un ingénieur et homme politique tunisien.

## Biographie

### Études
Chokri Terzi obtient en 1992 une licence en sciences électroniques et, en 1993, un master en commerce électronique.

### Carrière professionnelle
En 1993, il devient ingénieur informatique, avant de devenir directeur général adjoint dans une société privée de 2000 à 2004. Il crée alors une société d'informatique dont il devient directeur général.
Chokri Terzi est aussi membre de l'association Nous sommes tous Siliana.

### Carrière politique
Du 6 février 2015 au 6 janvier 2016, il est secrétaire d'État chargé de la Jeunesse, auprès du ministre de la Jeunesse et des Sports Maher Ben Dhia. Le 30 mars 2016, il est nommé conseiller à la Présidence du gouvernement chargé de la Jeunesse.
Le 18 novembre 2019, il annonce sa démission du poste de conseiller gouvernemental.

## Vie privée
Il est marié et père de deux enfants.